# Danya Abrams
 (juin 2023).
Si vous disposez d'ouvrages ou d'articles de référence ou si vous connaissez des sites web de qualité traitant du thème abordé ici, merci de compléter l'article en donnant les références utiles à sa vérifiabilité et en les liant à la section « Notes et références ».
 (août 2023).
Pour les articles homonymes, voir Abrams.
Danya Abrams est un joueur américain de basket-ball né le 24 septembre 1974. Durant ses années universitaires au Boston College, il a évolué avec les Eagles dans la compétition de basket-ball de la NCAA. Il a ensuite poursuivi sa carrière professionnelle en Espagne ainsi qu'en Grèce.

## Biographie

### Carrière universitaire
Originaire de Greenburgh dans l'État de New York, Abrams a connu une période de grande réussite avec les Eagles de Boston College de 1993 à 1997, étant sélectionné trois fois dans l'équipe All-Big East Conference.
En 1997, grâce à l'aide du meneur de jeu de deuxième année Scoonie Penn, Abrams et l'équipe de Boston College ont remporté le tournoi de basket-ball masculin de la Big East Conference, avant de battre Valparaiso lors du premier tour du tournoi de la NCAA cette même année. Au deuxième tour, ils ont perdu en prolongation contre Saint Joseph, avec un score de 81 à 77, à Salt Lake City le 15 mars.

### Carrière professionnelle
Après ses études universitaires, Abrams a poursuivi sa carrière de joueur de basket-ball en devenant professionnel à Porto Rico, avec l'équipe des Santeros de Aguada (en) dans la Baloncesto Superior Nacional, puis en Espagne, jouant pour les équipes de l'Unicaja Málaga, du Real Betis Baloncesto (Séville) et du CB Grenade, et en Grèce avec Apallon, Maroussi Athènes et l'AEP Petras. Il a occupé les postes de pivot et d'ailier fort jusqu'en 2009, avec une moyenne de plus de 14 points et six rebonds par match tout au long de sa carrière.
En juillet 2011, Abrams a été nommé entraîneur adjoint du programme de basketball masculin du Wentworth Institute of Technology (en), un établissement de division III basé à Boston dans le Massachusetts, qui participe à la Commonwealth Coast Conference (en). L'entraîneur-chef de Wentworth est Tom Devitt, qui était l'adjoint de l'entraîneur-chef Jim O'Brien pendant la carrière d'Abrams au Boston College. Abrams vit à Avon dans le Massachusetts avec sa femme Deanna et leurs enfants Tatyana, Danya Jr. et Christian.